# Йолдич, Омер
Омер Йолдич (босн. Omer Joldić; род. 1 января 1977 года) — югославский и боснийский футболист, полузащитник сборной Боснии и Герцеговины в 1999-2001 годах.

## Клубная карьера
Йолдич начал свою карьеру в клубе «Градина Сребреник», за который он играл в сезоне 1993/1994. Летом 1994 года он присоединился к клубу «Слобода» из города Тузла, в рядах которого он провел пять лет и сыграл 195 матчей в чемпионате страны. За Слободу Йолдич играл до конца сезона 1999/2000, а в сезоне 2000/2001 перебрался в столичный «Железничар», вместе с которым он выиграл чемпионат Боснии и Герцеговины.
В 2001 году, на волне успеха, Йолдич решил попробовать себя за рубежом и перешёл в российский «Сатурн-REN TV». В российском Премьер-лиге он в сезонах 2001 и 2002 года сыграл 23 матча и забил в них один гол. В сезоне 2003 года Йолдич выпал из состава раменчан и, не выйдя на поле ни разу, вернулся в «Железничар». Здесь он оставался до 2005 года.
Летом 2005 года Йолдич перешёл в польский «Белхатув». В польской лиге он дебютировал 26 июля 2005 года в нулевой ничьей в «Гурником». Сыграв за клуб всего 5 матчей, игрок в 2006 году вновь вернулся на родину. В 2006-2008 годах он играл в «Железничаре». В сезоне 2008/2009 годов Йолдич был игроком «Олимпика» из Сараево, где и закончил свою карьеру.

## Международная карьера
В составе сборной Боснии и Герцеговины Йолдич дебютировал 10 марта 1999 года в ничейном (1:1) товарищеском матче с Венгрией. В своей карьере он играл в отборочном турнире к Евро-2000 и Чемпионату мира 2002. За всю международную карьеру он провел 19 матчей и забил 1 гол.

## Достижения
Железничар:
- Чемпион Боснии и Герцеговины 2001-02